# Giornico
Giornico est une commune suisse du canton du Tessin.

## Géographie

### Localisation
Commune située dans le district de Léventine.

Photo aérienne (1964).

### Hydrographie et les eaux souterraines
Le fleuve Tessin, qui traverse l'agglomération, comporte une île naturelle, l'île de Giornico, reliée au bourg par deux ponts médiévaux.

### Voies de communications et transports

#### Voies routières
La commune est située au bord de l'autoroute A2 reliant le tunnel routier du Saint-Gothard à Bellinzona et Côme.

#### Transports en commun
- Tunnel de base du Saint-Gothard, ouvert en 2016.

## Histoire
Par votation populaire, les habitants approuvent, le 26 novembre 2023, l’intégration de leur territoire communal à la commune de Bodio. La fusion prend effet le 6 avril 2025.

## Patrimoine
- Chapelle Santa-Maria del Castello.
- Musée La Congiunta (de)[4]. L'essentiel de la construction est une œuvre moderne de l'architecte Peter Märkli[5]. Les espaces abritent les reliefs et les sculptures de l'artiste Hans Josephsohn (en) avec des œuvres réalisées entre 1950 et 1991.
- Depuis 2022, le village, grâce à sa beauté architecturale, son histoire et sa situation privilégiée, fait partie de l'association « Les plus beaux villages de Suisse ».